# Team America (calcio)
Il Team America fu una franchise calcistica professionistica statunitense di Washington che, schierando esclusivamente calciatori statunitensi, disputò la stagione 1983 della NASL.

## Storia
L'origine del Team America risale al 25 giugno 1982, quando Howard Samuels assunse la carica di presidente della North American Soccer League: questi ereditò una Lega sull'orlo del collasso economico, con diversi club prossimi alla chiusura, sempre minore affluenza di pubblico e la perdita di quei contratti televisivi che fino a quel momento avevano salvato la federazione dall'insolvenza.
Nel tentativo di salvare la Lega da tale situazione, Samuels si prefisse il duplice obiettivo di far crescere nuovi talenti nazionali e di assicurarsi una vasta base di tifosi: tale idea ebbe seguito in seno alla federcalcio statunitense, desiderosa di veder ben figurare la propria Nazionale alle Olimpiadi di Los Angeles e alle qualificazioni per i Mondiali del 1986.
Al fine di raggiungere tale traguardo la Federazione trasferì l'intera rosa della selezione nazionale nella franchise di Washington, permettendo di far giocare nei ruoli chiave quei calciatori che, in altri club, sarebbero stati soppiantati da talenti stranieri: il nuovo club assunse il nome Team America, in riferimento a un'omonima squadra che, con giocatori di varie nazionalità, militò nel Torneo del Bicentenario del 1976.
La costituzione della franchise fu avviata nel gennaio 1983, con il conferimento della presidenza a Robert Lifton e diramando gli inviti a 39 calciatori statunitensi militanti nelle varie squadre NASL, MISL e ASL.
Quali colori sociali furono scelti gli stessi della bandiera statunitense (rosso, bianco e blu), mentre come terreno interno fu scelto Robert F. Kennedy Memorial Stadium.
Già in tale fase si incontrarono alcune difficoltà, dal momento che molti giocatori invitati declinarono, costringendo l'organizzazione a ripiegare su calciatori che da poco avevano ottenuto la cittadinanza statunitense (e in un caso, quello di Alan Green, persino nelle more del suo ottenimento, essendo questi all'epoca ancora un affiliato di passaporto britannico alla federazione inglese: Green ottenne la cittadinanza solo a novembre 1983, a torneo finito).
Per la guida tecnica della squadra fu scelto il greco Alketas Panagoulias, che in quello stesso periodo aveva assunto anche la conduzione della Nazionale.
Inserita nella Southern Division della NASL la squadra, dopo un buon inizio, si bloccò in attacco (tanto che al termine della stagione fu la formazione con il minor numero di reti all'attivo) finendo subito all'ultimo posto della conference: in un disperato quanto improbabile tentativo di recuperare posizioni dopo otto sconfitte consecutive, a fine luglio Samuels paventò l'ipotesi di affittare a gettone i giocatori delle altre franchise approfittando dei turni di riposo, ma tale proposito fu subito bocciato dalle dirigenze delle altre franchise; in un ultimo tentativo di assicurare la sopravvivenza del club, Lifton annunciò che avrebbe tenuto la squadra in vita solo se la Federazione si fosse impegnata a garantire il prestito a rotazione di giocatori da utilizzare durante il periodo invernale e assicurato una rosa stabile prima dell'aprile successivo, e se infine avesse escluso dalla Nazionale i giocatori che declinavano l'invito a militare nel club nella stagione 1984.
La Federazione giudicò irricevibili le condizioni poste da Lifton.
La franchise si classificò ultima della sua conference e fu sciolta al termine del torneo, come Lifton aveva paventato; la NASL, invece, affetta da gravi problemi economici a sua volta, chiuse al termine della stagione successiva.

## Colori e simboli
La divisa utilizzata dalla squadra recava gli stessi colori della bandiera statunitense: la maglia era bianca con strisce orizzontali rosse, mentre calzoncini e calzettoni erano di colore blu, ornati da stelle bianche.
Il fornitore tecnico era Adidas.

## Rosa
| N. |                        | Ruolo | Calciatore         |
| -- | ---------------------- | ----- | ------------------ |
| 1  | Stati Uniti (bandiera) | P     | Arnie Mausser      |
| 2  | Stati Uniti (bandiera) | D     | Bruce Savage       |
| 3  | Stati Uniti (bandiera) | D     | Tony Bellinger     |
| 4  | Stati Uniti (bandiera) | D     | Jeff Durgan        |
| 5  | Stati Uniti (bandiera) | D     | Dan Canter         |
| 6  | Stati Uniti (bandiera) | C     | Alan Merrick       |
| 7  | Stati Uniti (bandiera) | C     | Perry Van Der Beck |
| 8  | Stati Uniti (bandiera) | C     | Boris Bandov       |
| 9  | Stati Uniti (bandiera) | C     | Andrew Parkinson   |
| 10 | Stati Uniti (bandiera) | C     | Rudy Glenn         |
| 11 | Stati Uniti (bandiera) | C     | Sonny Askew        |

| N. |                        | Ruolo | Calciatore       |
| -- | ---------------------- | ----- | ---------------- |
| 12 | Stati Uniti (bandiera) | A     | Rob Olson        |
| 13 | Stati Uniti (bandiera) | D     | Tony Crescitelli |
| 14 | Stati Uniti (bandiera) | C     | Hernán Borja     |
| 15 | Stati Uniti (bandiera) | A     | Mark Peterson    |
| 16 | Stati Uniti (bandiera) | D     | Pedro DeBrito    |
| 17 | Stati Uniti (bandiera) | D     | Hayden Knight    |
| 18 | Stati Uniti (bandiera) | C     | Ringo Cantillo   |
| 20 | Stati Uniti (bandiera) | A     | Greg Villa       |
| 28 | Inghilterra (bandiera) | D     | Alan Green       |
| 99 | Stati Uniti (bandiera) | P     | Paul Hammond     |
| -  | Stati Uniti (bandiera) | A     | John Hayes       |

## Statistiche
| Presenze - 30: Bruce Savage, Dan Canter - 28: Perry Van der Beck, Andrew Parkinson - 27: Jeff Durgan - 25: Rudy Glenn - 23: Tony Crescitelli - 21: Boris Bandov - 20: Alan Green - 19: Pedro DeBrito - 18: Alan Merrick, Paul Hammond - 17: Hernán Borja - 16: Hayden Knight - 14: Sonny Askew - 13: Ringo Cantillo - 12: Arnie Mausser - 11: Tony Bellinger - 7: Mark Peterson - 6: Greg Villa - 1: Robbie Olson | Reti - 7: Andrew Parkinson - 5: Alan Green, Dan Canter - 3: Hernán Borja - 2: Greg Villa, Hayden Knight - 1: Bruce Savage, Perry Van der Beck, Mark Peterson |